# Indianapolis 500 in 1933
De 21e Indianapolis 500 werd gereden op dinsdag 30 mei 1933 op de Indianapolis Motor Speedway. Amerikaans coureur Louis Meyer won de race. Het was zijn tweede Indy 500 overwinning uit zijn carrière. William Denver kwam om het leven door een ongeval tijdens trainingsritten die de race voorafgingen. Mark Billman, Lester Spangler en zijn mecanicien Monk Jordan kwamen om het leven tijdens de race.

## Startgrid
| Rij | Binnen              | Midden          | Buiten          |
| --- | ------------------- | --------------- | --------------- |
| 1   | Bill Cummings       | Frank Brisko    | Fred Frame      |
| 2   | Lou Moore           | Ernie Triplett  | Louis Meyer     |
| 3   | Lester Spangler     | Ira Hall        | Cliff Bergere   |
| 4   | Stubby Stubblefield | Peter Kreis     | Tony Gulotta    |
| 5   | Shorty Cantlon      | Deacon Litz     | Cher Gardner    |
| 6   | Zeke Meyer          | Russ Snowberger | Lora Corum      |
| 7   | Bennett Hill        | Luther Johnson  | Louis Schneider |
| 8   | Mark Billman        | Wilbur Shaw     | Al Miller       |
| 9   | Kelly Petillo       | Wesley Crawford | Raúl Riganti    |
| 10  | Gene Haustein       | Babe Stapp      | Malcolm Fox     |
| 11  | Joe Russo           | Chet Miller     | Paul Bost       |
| 12  | Johnny Sawyer       | Freddy Winnai   | Dave Evans      |
| 13  | Ray Campbell        | Zick Decker     | Doc MacKenzie   |
| 14  | Willard Prentiss    | Ralph Hepburn   | Mauri Rose      |

## Race
| #                                  | Coureur             | Auto                  | Ronden | Opgave           |
| ---------------------------------- | ------------------- | --------------------- | ------ | ---------------- |
| 1                                  | Louis Meyer         | Miller                | 200    |                  |
| 2                                  | Wilbur Shaw         | Stevens-Miller        | 200    |                  |
| 3                                  | Lou Moore           | Duesenberg-Miller     | 200    |                  |
| 4                                  | Chet Gardner        | Stevens-Miller        | 200    |                  |
| 5                                  | Stubby Stubblefield | Rigling-Buick         | 200    |                  |
| 6                                  | Dave Evans          | Rigling-Studebaker    | 200    |                  |
| 7                                  | Tony Gulotta        | Rigling-Studebaker    | 200    |                  |
| 8                                  | Russ Snowberger     | Snowberger-Studebaker | 200    |                  |
| 9                                  | Zeke Meyer          | Rigling-Studebaker    | 200    |                  |
| 10                                 | Luther Johnson      | Rigling-Studebaker    | 200    |                  |
| 11                                 | Cliff Bergere       | Rigling-Studebaker    | 200    |                  |
| 12                                 | Lora Corum          | Rigling-Studebaker    | 200    |                  |
| 13                                 | Willard Prentiss    | Rigling-Duesenberg    | 200    |                  |
| 14                                 | Raúl Riganti        | Chrysler              | 200    |                  |
| 15                                 | Gene Haustein       | Hudson                | 197    |                  |
| 16                                 | Deacon Litz         | Miller                | 197    |                  |
| 17                                 | Joe Russo           | Duesenberg            | 192    |                  |
| 18                                 | Doc MacKenzie       | Duesenberg-Studebaker | 192    | Mechanisch       |
| 19                                 | Kelly Petillo       | Smith-Miller          | 168    | Mechanisch       |
| 20                                 | Chet Miller         | Hudson                | 163    | Mechanisch       |
| 21                                 | Al Miller           | Hudson                | 161    | Mechanisch       |
| 22                                 | Bennett Hill        | Cooper                | 158    | Mechanisch       |
| 23                                 | Babe Stapp          | Miller                | 156    | Mechanisch       |
| 24                                 | Wesley Crawford     | Stevens-Miller        | 147    | Ongeval          |
| 25                                 | Bill Cummings       | Miller                | 136    | Mechanisch       |
| 26                                 | Lester Spangler     | Miller                | 132    | Dodelijk ongeval |
| 27                                 | Freddy Winnai       | Duesenberg            | 125    | Mechanisch       |
| 28                                 | Malcolm Fox         | Studebaker            | 121    | Ongeval          |
| 29                                 | Fred Frame          | Wetteroth-Miller      | 85     | Mechanisch       |
| 30                                 | Mark Billman        | Duesenberg            | 79     | Dodelijk ongeval |
| 31                                 | Johnny Sawyer       | Miller                | 77     | Mechanisch       |
| 32                                 | Peter Kreis         | Summers-Miller        | 63     | Mechanisch       |
| 33                                 | Ernie Triplett      | Weil-Miller           | 61     | Mechanisch       |
| 34                                 | Shorty Cantlon      | Stevens-Miller        | 50     | Mechanisch       |
| 35                                 | Mauri Rose          | Stevens-Miller        | 48     | Mechanisch       |
| 36                                 | Frank Brisko        | Miller                | 47     | Mechanisch       |
| 37                                 | Ira Hall            | Stevens-Duesenberg    | 37     | Mechanisch       |
| 38                                 | Ralph Hepburn       | Cooper                | 33     | Mechanisch       |
| 39                                 | Ray Campbell        | Hudson                | 24     | Mechanisch       |
| 40                                 | Paul Bost           | Duesenberg-Miller     | 13     | Mechanisch       |
| 41                                 | Rick Decker         | Miller                | 13     | Mechanisch       |
| 42                                 | Louis Schneider     | Stevens-Miller        | 0      | Mechanisch       |
| Gemiddelde snelheid : 167,632 km/h |                     |                       |        |                  |